# Pequeno Rann de Kutch

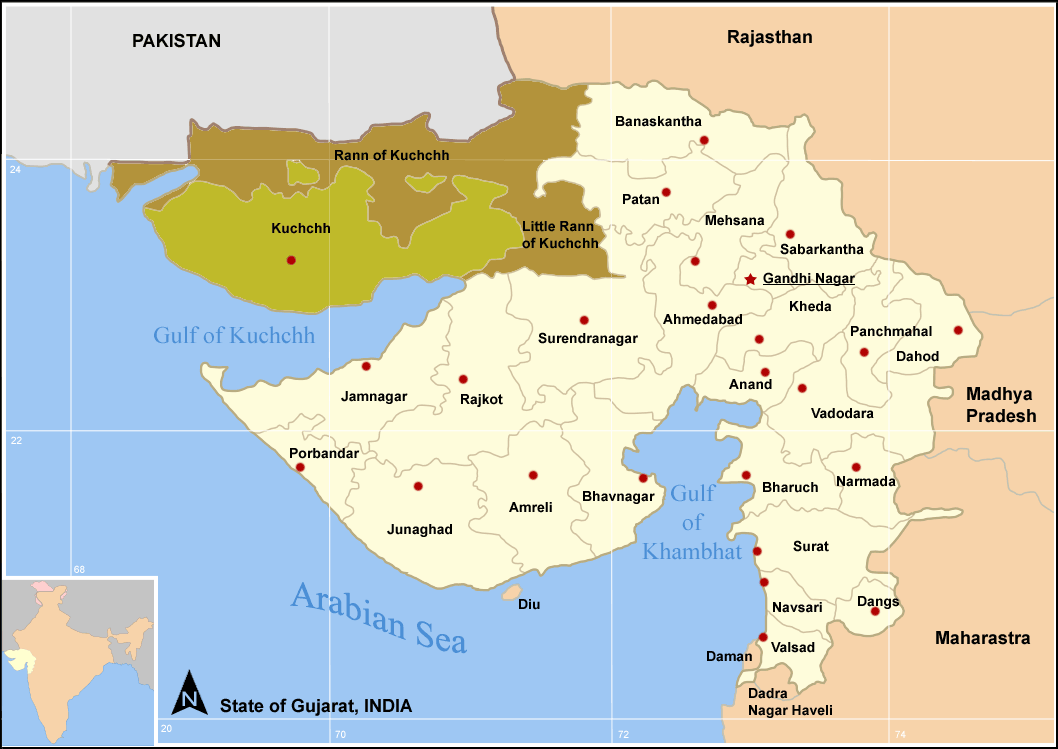
Mapa de Gujarat, mostrando o Pequeno Rann de Kutch e o Grande Rann de Kutch

O Pequeno Rann de Kutch é um sapal que faz parte of Rann de Kutch no distrito de Kutch, no estado de Gujarat, na Índia.

## Reserva da biosfera - patrimônio mundial
A região foi indicada pelo departamento florestal para ser uma reserva da biosfera, áreas terrestres e dos ecossistemas costeiros internacionalmente reconhecidas, no âmbito da UNESCO, no programa Homem e a Biosfera (MAB). O programa se concentra na conservação da diversidade biológica, pesquisa, monitoramento e fornecimento de modelos de desenvolvimento sustentável: essa proposta foi enviada para e listada na UNESCO.

## Economia

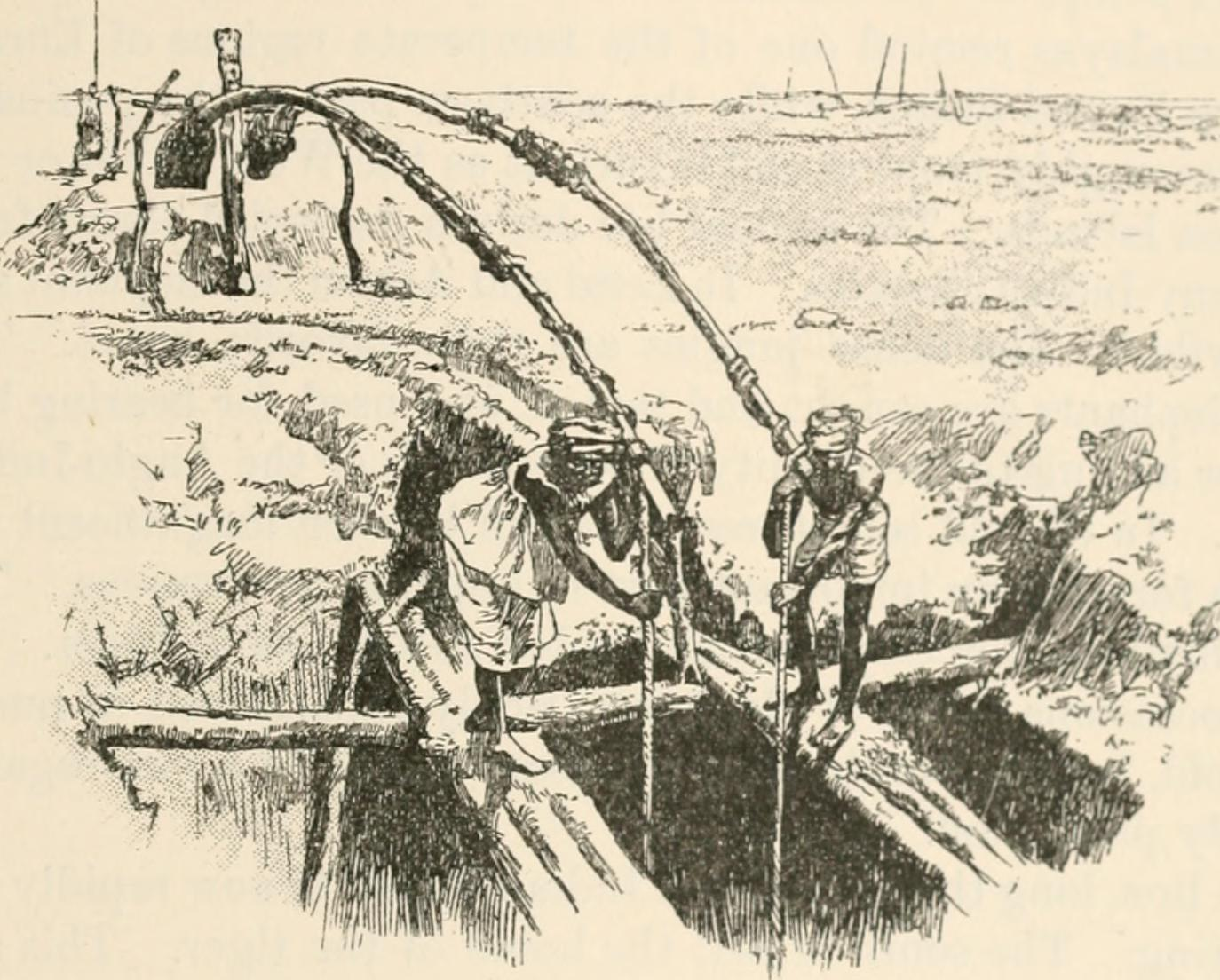
Poço de sal no Kutch, em 1891

### Salinas

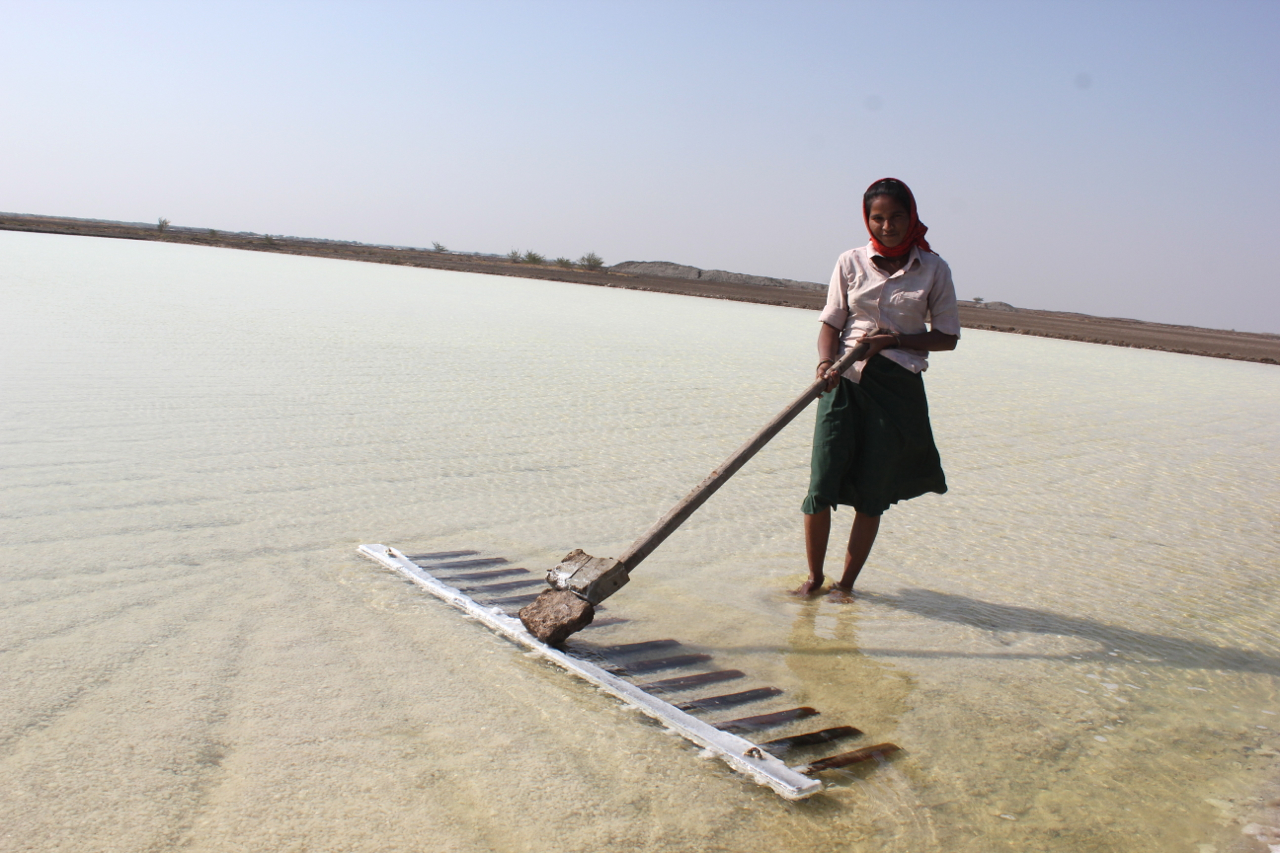
Trabalhadora de salina

Há uma tradicional atividade de extração de sal na região, que o Departamento Florestal do estado de Gujarat quer desencorajar, considerando uma ameaça à ecologia da região, à fauna e asno-selvagem-indiano, ameaçado de extinção.

### Carcinicultura
A área também está sendo usada para a criação de camarões que é mais rentável que as salinas; entretanto, esta atividade também é desencorajada pelo departamento florestal.

### Represamento do Rann de Kutch
O governo de Gujarat estuda a ideia de construir uma barragem com 1,26 km do rio Hadakiya da área de Kutch, de modo que a água das monções represada seja utilizada para fins recreacionais e de pesca.

## Leituras adicionais(em inglês)
- The salt of the earth - The Little Rann of Kutch contributes about 60 per cent of the salt manufactured in the country. But Gujarat’s politicians have done little for the Agariya community that produces it.; by Manas Dasgupta; Apr 23, 2009; The Hindu, Online edition of India's National Newspaper
- Wild asses population rises by 4%; TNN; 11 April 2009; Times of India
- Wild Ass vulnerable to flu; by TNN; 9 April 2009; Times of India
- Wild ass census to kick off from April 5; TNN; 31 March 2009; Times of India
- Bleak future for traditional salt; by Anosh Malekar; February 21, 2009; Courtesy : Infochange News & Features; ComodittyOnline
- Kutch gets biosphere reserve status - The Greater and Little Rann of Kutch have finally got the much-awaited status of biosphere reserve.; Himanshu Kaushik, TNN; 22 Jul 2008; Economic Times; Times of India
- Agariyas’ wait for land rights continues even after intervention by CMO; Express news service; Mar 19, 2008; Indian Express Newspaper
- Kutch Branch Canal through sanctuary not to hamper movement of wild ass; BASHIR PATHAN; Feb 16, 2008; Indian Express Newspaper
- Kutch’s wild ass habitat may soon get heritage label (2 Page article online); by DP Bhattacharya; Jul 26, 2007; Indian Express Newspaper
- Salt-makers in Gujarat face eviction; by Virendra Pandit; Apr 09, 2007; Business Line, Business Daily from THE HINDU group of publications
- Wild ass robs agarias' livelihood; February 15, 2007; Rediff India Abroad
- Indian Wild Ass Sanctuary; SANCTUARY SPOTLIGHT; Mar 04, 2006; The Hindu, Online edition of India's National Newspaper. Also posted at
- Japanese duo does donkey work in Rann - ‘‘The female donkeys are left by the maldhari’s on the island of Plaswa village in the Rann of Kutch for about three months during the monsoon. Here, the Wild Ass, a protected species, breed with the female donkeys leading to the birth of hybrid donkeys which are taller than their mothers and wilder than their fathers,’’ says Dr R Kimura who has been a visiting researcher at the Equine Museum of Japan for the past two decades.; by Rupam Jain; November 3, 2003; Indian Express Newspaper. Also see
- Officials gear up for wild ass census; by TNN;  28 November 2003; Times of India
- Wild ass being robbed of its run of the Little Rann[ligação inativa]; by ANAND SUNDAS; March 8, 1999; Indian Express Newspaper
- Salt In The Wounds - Gandhi's historic Dandi march has bypassed them. Gujarat's salt workers are caught up in a maze of abysmal living conditions, ignorance and neglect. By SAIRA MENEZES; Mar 02, 1998;Outlook India Magazine